# 保罗·弗卢斯曼
保罗·弗卢斯曼（德語：Paul Flussmann，1900年6月14日—1977年2月），出生于维也纳，奥地利前男子乒乓球运动员。他曾在世界乒乓球锦标赛上获得3枚银牌和5枚铜牌。他于1938年因为自身的犹太血统而移民至美国。